# اسرار خودی

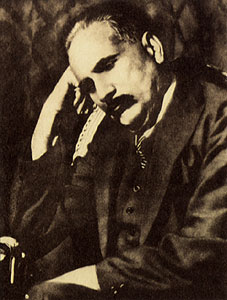
اقبال لاهوری

اسرار خودی (۱۹۱۵) نام اثری منظوم به زبان فارسی از اقبال لاهوری است. این منظومه که در قالب مثنوی و بر وزن مثنوی معنویِ مولانا سروده‌شده، نخستین اثر فارسی لاهوری است. لاهوری بیش از آن که در اسرار خودی، قطره‌بودن وجود انسان در برابر اقیانوسِ خداوند (=هدف غایی انسان) را به تصویر بکشد، مخاطب را به تقویت شخصیت، شجاعت و کارهای خود دعوت می‌کند.